# Katalog firm
Katalog firm – spis w formie papierowej lub elektronicznej podstawowych danych firm różnych branż.
Katalog firm umożliwia wyszukiwanie zawartych w niej informacji na podstawie m.in. kategorii czy nazwy. Wśród wielu katalogów firm można wyróżnić ogólne oraz branżowe, ogólnokrajowe i regionalne.
Pierwsze katalogi firm występowały w formie papierowej, wraz z rozwojem sieci internet pojawiły się ich elektroniczne formy, które, stale poszerzając swoją ofertę, stały się wirtualnymi portalami dla firm. Obecnie większość katalogów firm oferuje znacznie szerszy zakres możliwości i opcji, takich jak usługi, promocje, zlecenia, opinie. Występują również katalogi umożliwiające wyszukiwanie firmy po ich danych finansowych pochodzących z ogólnodostępnych baz danych, takich jak spółki giełdowe, czy firmy o obowiązku publicznego raportowania sprawozdań finansowych.